# Phản ứng (n-p)
Phản ứng (n-p) là một ví dụ về phản ứng hạt nhân. Đó là phản ứng xảy ra khi neutron đi vào hạt nhân và proton rời khỏi hạt nhân đồng thời.
Ví dụ, lưu huỳnh 32
16S
 trải qua phản ứng hạt nhân (n, p) khi bị bắn phá bằng neutron, do đó tạo thành phosphor 32
15P
.
Nitơ-14 14
7N
 cũng có thể trải qua phản ứng hạt nhân (n, p) để tạo ra carbon-14 14
6C
. Phản ứng hạt nhân 14N (n, p) 14C này liên tục xảy ra trong bầu khí quyển của Trái Đất, tạo thành lượng cân bằng của hạt nhân phóng xạ carbon-14.
Hầu hết các phản ứng (n, p) đều có năng lượng neutron dưới mức ngưỡng mà phản ứng không thể xảy ra do kết quả của hạt tích điện trong kênh thoát cần năng lượng (thường nhiều hơn MeV) để vượt qua rào thế Coulomb mà proton phát ra. Phản ứng hạt nhân (n,p) 14N (n,p) 14C là một ngoại lệ đối với quy tắc này và là phản ứng tỏa nhiệt - nó có thể diễn ra ở tất cả các năng lượng neutron vốn có. 
Phản ứng hạt nhân 14N (n,p) 14C chịu trách nhiệm cho hầu hết các liều bức xạ cung cấp vào cơ thể con người bởi các neutron nhiệt. Các neutron nhiệt này được nitơ (N-14) hấp thụ trong protein, gây ra hiện tượng phát ra của proton; proton phát ra lắng đọng động năng của nó trong một khoảng cách rất ngắn trong mô cơ thể, do đó lắng đọng liều bức xạ.